# Анна Мария фон Брауншвайг-Каленберг-Гьотинген
Анна Мария фон Брауншвайг-Каленберг-Гьотинген (на немски: Anna Maria von Braunschweig-Calenberg-Göttingen; * 23 април 1532 в Мюнден; † 20 март 1568 в Нойхаузен при Кьонигсберг) от род Велфи (Среден Дом Брауншвайг) е принцеса от Брауншвайг-Каленберг-Гьотинген и чрез женитба херцогиня на Прусия (1550–1568).
Тя е дъщеря на херцог Ерих I фон Брауншвайг-Каленберг (1470–1540) и Елизабет фон Бранденбург (1510–1558). Нейният по-голям брат е Ерих II (1528–1584), херцог на Брауншвайг-Каленберг.
Анна Мария се омъжва през 1550 г. за Албрехт Стари (1490–1568) от династията Хоенцолерн, маркграф на Бранденбург-Ансбах, от 1525 г. първият херцог на Прусия. Тя е втората му съпруга.
Албрехт умира на 20 март 1568 г. в замък Тапиау от чума, Анна Мария умира 16 часа след съпруга си. Те имат децата:
- Елизабет (* 20 май 1551; † 19 февруари 1596)
- Албрехт Фридрих (1553–1618), вторият херцог на Прусия